# Saison 3 de Drag Race España
La troisième saison de Drag Race España est diffusée pour la première fois le 16 avril 2023 sur ATRESplayer Premium en Espagne et sur WOW Presents Plus à l'international.
En juin 2022, l'émission est renouvelée pour sa troisième saison. Les juges principaux sont Supremme de Luxe, Ana Locking, Javier Calvo et Javier Ambrossi. Le casting est composé de douze nouvelles candidates et de The Macarena, candidate de la première saison, et est annoncé le 19 mars 2023 sur les réseaux sociaux.
La gagnante de la saison reçoit un an d'approvisionnement de maquillage chez Krash Cosmetics, un voyage à Malte et 30 000 euros.
La gagnante de la saison est Pitita, avec comme seconde Vania Vainilla.

## Candidates
Les candidates de la troisième saison de Drag Race España sont :
(Les noms et âges donnés sont ceux annoncés au moment de la compétition.)
| Candidates       | Âge | Résidence                                                           | Classement        |
| ---------------- | --- | ------------------------------------------------------------------- | ----------------- |
| Pitita           | 27  | Barcelone, Province de Barcelone, Catalogne                         | Gagnante          |
| Vania Vainilla   | 39  | Saragosse, Province de Saragosse, Aragon                            | Seconde           |
| Hornella Góngora | 35  | Alicante, Province d'Alicante, Communauté valencienne               | 3e place 4e place |
| Kelly Roller     | 30  | Torremolinos, Province de Malaga, Andalousie                        | 3e place 4e place |
| Clover Bish      | 24  | Barcelone, Province de Barcelone, Catalogne                         | 5e place          |
| Bestiah          | 30  | Madrid, Communauté de Madrid                                        | 6e place          |
| Pakita           | 28  | Séville, Province de Séville, Andalousie                            | 7e place 8e place |
| Pink Chadora     | 38  | Malaga, Province de Malaga, Andalousie                              | 7e place 8e place |
| Visa             | 34  | Barcelone, Province de Barcelone, Catalogne                         | 9e place          |
| The Macarena     | 31  | Cadix, Province de Cadix, Andalousie                                | 10e place         |
| Chanel Anorex    | 31  | Salamanque, Province de Salamanque, Castille-et-León                | 11e place         |
| Drag Chuchi      | 32  | Las Palmas de Grande Canarie, Province de Las Palmas, Îles Canaries | 12e place         |
| María Edília     | 41  | Madrid, Communauté de Madrid                                        | 13e place         |

## Progression des candidates
|            |                  | Épisode | Épisode | Épisode | Épisode | Épisode | Épisode | Épisode | Épisode | Épisode | Épisode | Épisode  |
| 1          | 2                | 3       | 4       | 5       | 6       | 7       | 8       | 9       | 10      | 11      |         |          |
| ---------- | ---------------- | ------- | ------- | ------- | ------- | ------- | ------- | ------- | ------- | ------- | ------- | -------- |
| Candidates | Pitita           | SAFE    | SAFE    | WIN     | WIN     | SAFE    | WIN     | BTM3    | WIN     | HIGH    | INVITÉE | GAGNANTE |
| Candidates | Vania Vainilla   | SAFE    | BTM2    | SAFE    | SAFE    | HIGH    | HIGH    | WIN     | LOW     | WIN     | INVITÉE | SECONDE  |
| Candidates | Hornella Góngora | HIGH    | SAFE    | SAFE    | SAFE    | HIGH    | HIGH    | SAFE    | SAFE    | BTM2    | INVITÉE | ELIMINEE |
| Candidates | Kelly Roller     | LOW     | SAFE    | BTM2    | ELIM    |         |         | WIN     | BTM2    | LOW     | INVITÉE | ELIMINEE |
| Candidates | Clover Bish      | SAFE    | HIGH    | LOW     | BTM2    | SAFE    | BTM2    | HIGH    | HIGH    | ELIM    | INVITÉE | INVITÉE  |
| Candidates | Bestiah          | WIN     | HIGH    | HIGH    | SAFE    | LOW     | SAFE    | SAFE    | ELIM    |         | INVITÉE | INVITÉE  |
| Candidates | Pakita           | HIGH    | LOW     | HIGH    | HIGH    | BTM2    | LOW     | ELIM    |         |         | INVITÉE | INVITÉE  |
| Candidates | Pink Chadora     | SAFE    | WIN     | SAFE    | SAFE    | WIN     | SAFE    | ELIM    |         |         | INVITÉE | INVITÉE  |
| Candidates | Visa             | SAFE    | HIGH    | SAFE    | LOW     | HIGH    | ELIM    | OUT     |         |         | MLL     | INVITÉE  |
| Candidates | The Macarena     | LOW     | HIGH    | SAFE    | HIGH    | ELIM    |         | OUT     |         |         | INVITÉE | INVITÉE  |
| Candidates | Chanel Anorex    | SAFE    | HIGH    | ELIM    |         |         |         | OUT     |         |         | INVITÉE | INVITÉE  |
| Candidates | Drag Chuchi      | BTM2    | ELIM    |         |         |         |         | OUT     |         |         | INVITÉE | INVITÉE  |
| Candidates | María Edília     | ELIM    |         |         |         |         |         | OUT     |         |         | MISS C. | INVITÉE  |

 La candidate a gagné Drag Race España.
 La candidate est arrivée seconde.
 La candidate a été élue Miss Sympathie.
 La candidate a remporté le titre de  Miss Lost Look pour avoir la meilleure tenue non diffusée de la saison.
 La candidate a gagné le défi.
 La candidate a reçu des critiques positives des juges et a été déclarée sauve.
 La candidate a fait partie de l'équipe gagnante et a été déclarée sauve.
 La candidate a été déclarée sauve.
 La candidate a reçu des critiques négatives des juges mais a été déclarée sauve.
 La candidate a été en danger d'élimination.
 La candidate a été éliminée.
 La candidate a réintégré la compétition.
 La candidate n'a pas réintégré la compétition.

## Lip-syncs
| Épisode | Candidate                          | vs.                                | Candidate                          | Chanson             | Artiste            | Candidate éliminée |
| ------- | ---------------------------------- | ---------------------------------- | ---------------------------------- | ------------------- | ------------------ | ------------------ |
| 1       | Drag Chuchi                        | vs.                                | María Edília                       | Despechá            | Rosalía            | María Edília       |
| 2       | Drag Chuchi                        | vs.                                | Vania Vainilla                     | La noche es para mí | Soraya Arnelas     | Drag Chuchi        |
| 3       | Chanel Anorex                      | vs.                                | Kelly Roller                       | Genio atrapado      | Christina Aguilera | Chanel Anorex      |
| 4       | Clover Bish                        | vs.                                | Kelly Roller                       | Ay mamá             | Rigoberta Bandini  | Kelly Roller       |
| 5       | Pakita                             | vs.                                | The Macarena                       | Desátame            | Mónica Naranjo     | The Macarena       |
| 6       | Clover Bish                        | vs.                                | Visa                               | Dime                | Beth               | Visa               |
| 7       | Pakita vs. Pink Chadora vs. Pitita | Pakita vs. Pink Chadora vs. Pitita | Pakita vs. Pink Chadora vs. Pitita | No Controles        | Olé Olé            | Pakita             |
| 7       | Pakita vs. Pink Chadora vs. Pitita | Pakita vs. Pink Chadora vs. Pitita | Pakita vs. Pink Chadora vs. Pitita | No Controles        | Olé Olé            | Pink Chadora       |
| 8       | Bestiah                            | vs.                                | Kelly Roller                       | La Niña             | María Peláe        | Bestiah            |
| 9       | Clover Bish                        | vs.                                | Hornella Góngora                   | Vas a Volverme Loca | Natalia            | Clover Bish        |
| Épisode | Candidate                          | vs.                                | Candidate                          | Chanson             | Artiste            | Gagnante           |
| 11      | Pitita                             | vs.                                | Vania Vainilla                     | Punto de partida    | Rocío Jurado       | Pitita             |

 La candidate a été déclarée gagnante de Drag Race España.
 La candidate a été éliminée après sa première fois en danger d'élimination.
 La candidate a été éliminée après sa deuxième fois en danger d'élimination.
 La candidate a été éliminée après sa troisième fois en danger d'élimination.

## Juges invités
Cités par ordre d’apparition : 
- Paco León, acteur espagnol ;
- Soraya Arnelas, chanteuse espagnole ;
- Palomo Spain, styliste espagnol ;
- Paco Plaza, réalisateur espagnol ;
- La Terremoto de Alcorcón, chanteuse espagnole ;
- Mónica Cruz, actrice, mannequin et danseuse espagnole ;
- Eva Soriano, comédienne espagnole ;
- María Peláe, chanteuse et compositrice espagnole ;
- Valentina, candidate de la neuvième saison de RuPaul's Drag Race, de la quatrième saison de RuPaul's Drag Race All Stars et présentatrice de Drag Race México

### Invités spéciaux
Certains invités apparaissent dans les épisodes, mais ne font pas partie du panel de jurés.
Épisode 1
- Mista, photographe espagnol.

Episode 2
- Chanel Terrero, chanteuse et actrice hispano-cubaine (par visioconférence) ;
- Carmelo Segura, chorégraphe espagnol.

Episode 5
- Karina, chanteuse espagnol ;
- Pupi Poisson, candidate de la première saison de Drag Race España.

Episode 6
- Carlos Marco, chanteur et producteur espagnol ;
- Carmelo Segura, chorégraphe espagnol ;
- Ferrán González, auteur espagnol.

Episode 8
- Álvaro Kruse, ambassadeur de Krash Kosmetics ;
- Fernanda et Teresa Hurtado, comédiennes espagnoles.

Episode 10
- Alejandro Amenábar , réalisateur, scénariste, écrivain, acteur , producteur et compositeur hispano-chilien ;
- Les candidates de la deuxième saison de Drag Race España.

Episode 11
- Carmelo Segura, chorégraphe espagnol ;
- Sharonne, gagnante  de la deuxième saison de Drag Race España.

## Épisodes
| CANDIDATE | Bestiah        | Chanel Anorex         | Clover Bish | Drag Chuchi  | Hornella Góngora | Kelly Roller                  | María Edília | Pakita           | Pink Chadora | Pitita     | The Macarena | Vania Vainilla        | Visa                       |
| TALENT    | Chant Lip-sync | Lip-sync              | Lip-sync    | Lip-sync     | Chant            | Lip-sync Patinage à roulettes | Variétés     | Chant Pole dance | Lip-sync     | Mime       | Chant        | Comédie               | Lip-sync Tissu aérien      |
| DÉFILÉ    | Jamón Serrano  | Boutique de souvenirs | Nouvel an   | Vie nocturne | Locomía          | Sara Montiel                  | Flamenco     | José Pérez Ocaña | Flamenco     | Corruption | Corrida      | Vendeuse de violettes | Sagrada Família Parc Güell |

| GROUPE              | ÉQUIPE GLITTERAZO | ÉQUIPE GLITTERAZO | ÉQUIPE GLITTERAZO | ÉQUIPE GLITTERAZO | ÉQUIPE GLITTERAZO | ÉQUIPE GLITTERAZO    | ÉQUIPE LAS MUERTA HARI | ÉQUIPE LAS MUERTA HARI | ÉQUIPE LAS MUERTA HARI | ÉQUIPE LAS MUERTA HARI | ÉQUIPE LAS MUERTA HARI | ÉQUIPE LAS MUERTA HARI |
| ------------------- | ----------------- | ----------------- | ----------------- | ----------------- | ----------------- | -------------------- | ---------------------- | ---------------------- | ---------------------- | ---------------------- | ---------------------- | ---------------------- |
| CANDIDATE           | Bestiah           | Chanel Anorex     | Clover Bish       | Pink Chadora      | The Macarena      | Visa                 | Drag Chuchi            | Hornella Góngora       | Kelly Roller           | Pakita                 | Pitita                 | Vania Vainilla         |
| RÉFÉRENCE DU DÉFILÉ | Edurne            | Ruth Lorenzo      | Salomé            | Chikilicuatre     | Nina              | Salomé Chikilicuatre | La Década Prodigiosa   | Nina                   | Betty Missiego Soraya  | Azúcar Moreno          | Lydia                  | Remedios Amaya         |

| CANDIDATE | Bestiah              | Chanel Anorex | Clover Bish      | Hornella Góngora | Kelly Roller | Pakita                 | Pink Chadora     | Pitita              | The Macarena | Vania Vainilla    | Visa          |
| COULEUR   | ROSE VERT            | DORÉ          | BLEU BLANC ROUGE | ROSE BLANC ROUGE | BLEU ROUGE   | VERT                   | BLANC            | ROUGE               | BLANC        | ROUGE             | VERT          |
| SAVEUR    | Confiseries          | Fraise        | Mei i mató       | Fideuà           | Lait         | Œuf au plat            | Vin              | Croquette de calmar | Oursin       | Adoquín del Pilar | Piment        |
| RÉGION    | Communauté de Madrid | Pays basque   | Andalousie       | Aragon           | Asturies     | Communauté valencienne | Castille-et-León | Estrémadure         | La Rioja     | Catalogne         | Îles Canaries |

| FILM      | LAS OTRAS   | LAS OTRAS    | LAS OTRAS | EL GUARRANATO    | EL GUARRANATO | EL GUARRANATO | EL GUARRANATO  | DRAG REC | DRAG REC | DRAG REC |
| --------- | ----------- | ------------ | --------- | ---------------- | ------------- | ------------- | -------------- | -------- | -------- | -------- |
| CANDIDATE | Clover Bish | The Macarena | Visa      | Hornella Góngora | Kelly Roller  | Pink Chadora  | Vania Vainilla | Bestiah  | Pakita   | Pitita   |